# Смиттон (аэропорт)
Аэропорт Смиттон (англ. Smithton Airport) — небольшой австралийский региональный аэропорт в штате Тасмания. Аэропорт расположен в 3,7 км. к северо-западу от города Смиттон. Аэропорт управляется Департаментом развития штата Тасмания.